# Gazeta.pl
Gazeta.pl – polski portal internetowy założony w 2001 roku, którego wydawcą od momentu jego powstania jest spółka Agora SA. Serwis był notowany w rankingu Alexa na miejscu 1725.

## Historia powstania portalu
Po raz pierwszy treści z dodatków do „Gazety Wyborczej” były udostępniane w internecie przez spółkę Agora już w 1994 roku pod domeną gazeta.pl. Pierwsze zarchiwizowane strony witryny informacyjnej pisma zamieszczone w domenie gazeta.pl pochodzą  z grudnia 1996. W maju 2001 roku witryna informacyjna „Gazety Wyborczej” została przeniesiona na domenę internetową gazeta.pl/wyborcza, a serwis funkcjonujący w domenie gazeta.pl, początkowo będący wersją internetową dziennika, został wtedy przekształcony w osobny informacyjny portal internetowy. W 2006 roku z portalu Gazeta.pl wydzielono odrębną witrynę gazetawyborcza.pl będącą elektroniczną wersją „Gazety Wyborczej”. Od 1 kwietnia 2024 portal Gazeta.pl funkcjonuje jako osobna spółka w ramach grupy kapitałowej Agory. Gazeta.pl sp. z o.o. została zarejestrowana kilka miesięcy wcześniej - 17 sierpnia 2023 r.
15 kwietnia 2025 r. Gazeta.pl zmieniła logotyp i ogłosiła nową strategię redakcyjną.

## Zasięg
W sierpniu 2021 roku łączny zasięg serwisów grupy Gazeta.pl (Agora) wśród polskich internautów wyniósł 60,3%, a liczba użytkowników osiągnęła poziom 17,5 mln, co dało dziewiąte miejsce na rynku. Jest jednym z największych polskich portali internetowych, prezentujący informacje i porady, a także zapewniający rozrywkę oraz przestrzeń do wymiany opinii.

## Serwisy tematyczne
Gazeta.pl posiada serwisy tematyczne oferujące informacje z najważniejszych i najpopularniejszych kategorii, m.in. rozrywka czy sport. Serwisy tematyczne Gazeta.pl znajdujące się w domenie portalu to m.in. Wiadomości, Next (serwis bznesowo-technologiczny), Kultura, Kobieta, Weekend, Zdrowie czy Podróże.
Pozadomenowe serwisy tematyczne należące do Gazeta.pl to:
- Plotek.pl – serwis rozrywkowy, prezentujący informacje o gwiazdach i celebrytach
- Sport.pl – jeden z największych serwisów sportowych w Polsce
- eDziecko.pl – serwis dla rodziców
- Moto.pl – serwis motoryzacyjny[10]
- Avanti24.pl – serwis modowy z możliwością robienia zakupów
- Haps.pl – serwis kulinarny
- Czterykaty.pl – serwis o urządzaniu wnętrz.

## Dostęp mobilny
Treści, które codziennie oferuje Gazeta.pl, dostępne są w wielu kanałach komunikacji, m.in. w telefonach komórkowych w postaci lekkich stron (np. m.Gazeta.pl), a także aplikacjach w smartfonach czy na telewizorach Smart TV.
Aplikacje mobilne oferowane przez grupę Gazeta.pl to:
- Gazeta.pl LIVE (dostępna na urządzenia z systemami Android, iOS, Windows Phone)
- Sport.pl LIVE (dostępna na urządzenia z systemami Android, iOS, Windows Phone i Windows 8)
- Plotek.pl (dostępna na urządzenia z systemami Android, iOS, Windows Phone)
- Moja Ciąża z eDziecko.pl (dostępna na urządzenia z systemem Android).

## Wideo
Na łamach Gazeta.pl dostępnych jest kilkanaście stałych formatów wideo w kategoriach biznes i motoryzacja (m.in. „Studio Biznes”, „TopTech”), wiadomości bieżące i sportowe (m.in. „Poranna Rozmowa Gazeta.pl”, „Sekcja Piłkarska”, „Oko na świat”), styl życia i moda (m.in. „Haps”, „Myk”, „Home Beauty”) oraz rozrywka (m.in. „Popkultura” oraz „Lista Plotka” – największy kanał na YouTube wśród wydawców).
Portal oferuje również interaktywne wideo a w czerwcu 2020 roku wprowadził format Virtual Showroom (wirtualny showroom) w serwisie Moto.pl, gdzie można oglądać wybrane modele samochodów bez wychodzenia z domu oraz „Modny wybór” o stylizacji oraz „Click2Shop” - łącząca zakupy z wideo. Wiosną 2021 roku dodano „Interaktywny Sport Quiz” oraz „Wybór Plotka”.
Częścią grupy Gazeta.pl była w latach 2013–2017 także Epic Makers - do 2015 funkcjonująca jako Agora Internet Artists (AIA) – największa polska sieć partnerska skupiająca kanały YouTube, jednak 1 grudnia 2017 roku spółka Agora SA podjęła decyzję o jej zamknięciu.

## Poczta e-mail
Gazeta.pl udostępnia użytkownikom darmową pocztę elektroniczną w domenie @gazeta.pl, która oparta jest na własnym systemie e-mailowym.

## Zaangażowanie redakcji
W styczniu 2021 roku redakcja portalu opublikowała Deklarację Redakcyjną opisującą podejście i zasady działania dziennikarzy, którzy chcą tworzyć “internet na nowe czasy” oraz “mają ambicję, aby zmieniać świat na lepsze poprzez skupienie się na ważnych kwestiach społecznych i poruszanie trudnych tematów”.
Redakcja Gazeta.pl angażuje się w walkę o równouprawnienie i prawa człowieka. W ramach działań na rzecz społeczności LGBT+ w 2020 roku powstał serial dokumentalny „Rodzina+”, który pokazuje rodziny jednopłciowe wychowujące dzieci w Polsce. Projekt ten przyniósł portalowi pierwsze miejsce w kategorii Najlepsza kampania społeczna i PR konkursu Global Media Awards organizowanego przez Międzynarodowe Stowarzyszenie Mediów Informacyjnych INMA. Redakcja angażuje się również w obronę praw kobiet. W 2020 roku dołączyła do Strajku Kobiet i umieściła błyskawicę w swoim logotypie. Z okazji Dnia Kobiet 2021 Gazeta.pl udostępniła publikację „Historia (bez) Polki”, która prezentuje obraz kobiet w podręcznikach do historii używanych w szkołach podstawowych, by pokazać stan faktyczny i wywołać dyskusję o kształcie polskiej edukacji. Akcja ta miała ponad milionowy zasięg w mediach społecznościowych.
Celem portalu jest bycie najbardziej zielonym medium w Polsce. W 2021 roku w Gazeta.pl wyodrębniony został dział poświęcony środowisku. W 2021 roku portal dołączył do globalnej inicjatywy Covering Climate Now (CCNow) oraz nawiązał partnerstwo z Koalicją Klimatyczną i Uniwersytetem Adama Mickiewicza. Gazeta.pl angażuje się w inicjatywy ekologiczne, w tym w akcję edukacyjną Adoptuj Pszczołę organizowaną przez Greenpeace. Od września 2020 roku portal prowadzi akcję „Reklama dla klimatu”, która pozwala zareklamować ekologiczne projekty firm na stronie głównej za symboliczną złotówkę.
W sierpniu 2020 roku redakcja portalu wraz z czytelnikami zebrała ponad 100 tys. zł dla Bejrutu dotkniętego skutkami eksplozji. W tym samym roku, po raz kolejny, Gazeta.pl grała też razem z WOŚP, zbierając rekordową kwotę 92 196 zł.

## Kontrowersje
W wyniku wyroku sądowego z 2012 roku, portal Gazeta.pl w grudniu 2016 roku zamieścił  przeprosiny zarządu Agory, za to że w 2009 roku m.in. na łamach gazeta.pl pojawiły się nieprawdziwe zarzuty, że  Piotr Woyciechowski miał związek z wyłudzeniami państwowych pieniędzy i wypłaceniem sobie ogromnej odprawy z jednej ze spółek.
W 2025 roku Anna Popek poinformowała o wygraniu z Agorą wydawcą Plotek pl procesu o zniesławienie dot. publikacji z 2019 roku.

## Reklama
Sprzedażą powierzchni reklamowych w portalu oraz tworzeniem kampanii dedykowanych konkretnym produktom i branżom zajmuje się Biuro Reklamy Gazeta.pl z siedzibą w Warszawie.
W sierpniu 2021 roku wskaźnik viewability (określający, jaka część reklam na stronie faktycznie została obejrzana przez użytkownika) dla Gazeta.pl (Grupa Agora) wynosił 75,5% - najwięcej wśród polskich wydawców portali horyzontalnych.
W sierpniu 2021 roku średni czas trwania odsłony dla Gazeta.pl (Grupa Agora) wynosił 1:26 minuty - najwięcej wśród polskich wydawców portali horyzontalnych.
Gazeta.pl konsekwentnie rozwija obszar privacy management. W odpowiedzi na informację o likwidacji 3rd party cookies w przeglądarce Chrome portal wraz z partnerami (firmą Adform, Grupą Żywiec, firmą Yieldbird i domem mediowym Starcom) jako pierwszy w Polsce i jeden z pierwszych w Europie – zrealizował kampanię z wykorzystaniem danych 1st party i targetowania w oparciu o nie.

## Gazeta.pl a Wyborcza.pl
Gazeta.pl to masowy portal informacyjny działający w modelu darmowym, którego częścią są serwisy tematyczne, społecznościowe i usługi (np. poczta e-mail).
Wyborcza.pl to serwis internetowy Gazety Wyborczej, który działa w modelu płatnych treści (paywall metryczny) i zawiera artykuły z papierowego wydania oraz bieżące newsy i komentarze o aktualnych zdarzeniach.